# Edward Capern

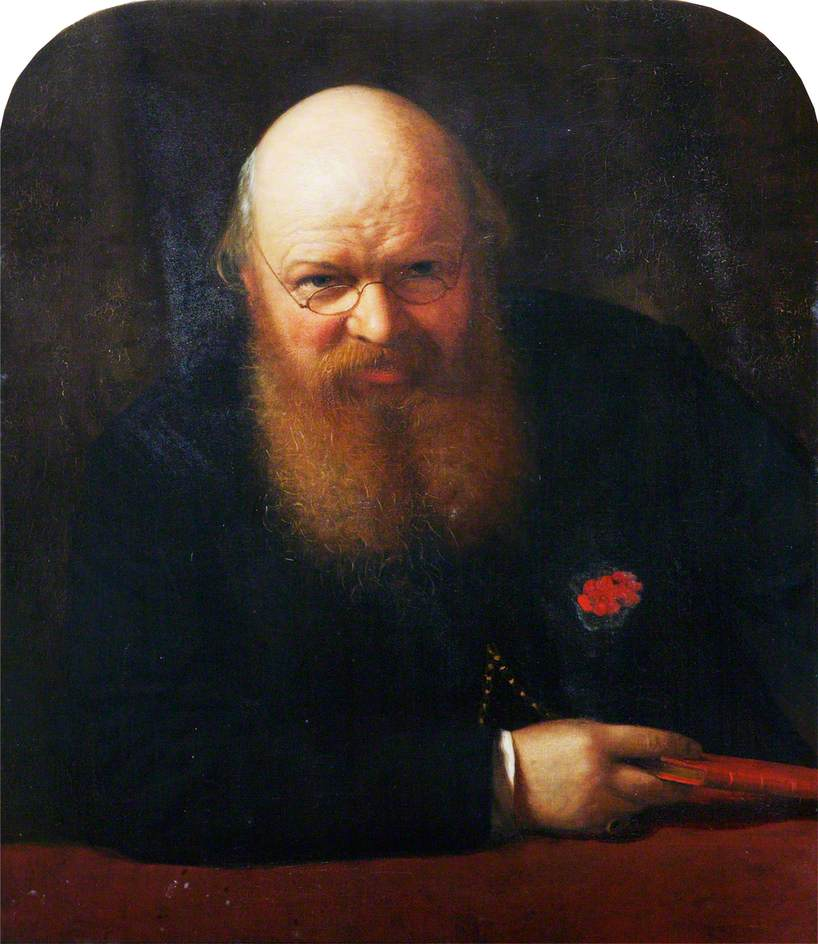
Edward Capern.

Edward Capern, född den 21 januari 1819 i Tiverton i Devonshire, död den 5 juni 1894 i Braunton, var en engelsk folkskald.
Capern var först brevbärare, men vann 1856, genom sina Poems (3:e upplagan 1873), stort anseende samt en statspension om 60 pund sterling årligen. År 1858 utgav han Ballads and songs och 1865 Wayside warbles (2:a upplagan 1870). I Nordisk familjebok heter det om honom: "C. är en äkta naturskald, en landsvägarnas och bygatornas minstrel".